# Evropská dohoda o hlavních vnitrozemských vodních cestách mezinárodního významu
Evropská dohoda o hlavních vnitrozemských vodních cestách mezinárodního významu (též Dohoda AGN) je mezinárodní smlouva v rámci Evropské unie. Jejím cílem je rozvoj mezinárodní přepravy po síti evropských vnitrozemských vodní cest a zajištění dostatečné kapacity sítě skrze koordinaci plánů její výstavby a parametrů poskytované infrastruktury.
Dohoda byla přijata v Ženevě 19. ledna 1996, Česká republika ji podepsala 23. června 1997 v Helsinkách. Dohoda vstoupila v platnost 26. července 1999, v Česku o tom informovalo sdělení Ministerstvo zahraničních věcí číslo 163/1999 Sb.
Zvláštní zpráva Evropského účetního dvora však v roce 2015 konstatovala, že přes snahu vyjádřenou touto dohodou nedošlo v Evropě od roku 2001 k významnému navýšení vodní dopravy.